# Kato Achaia

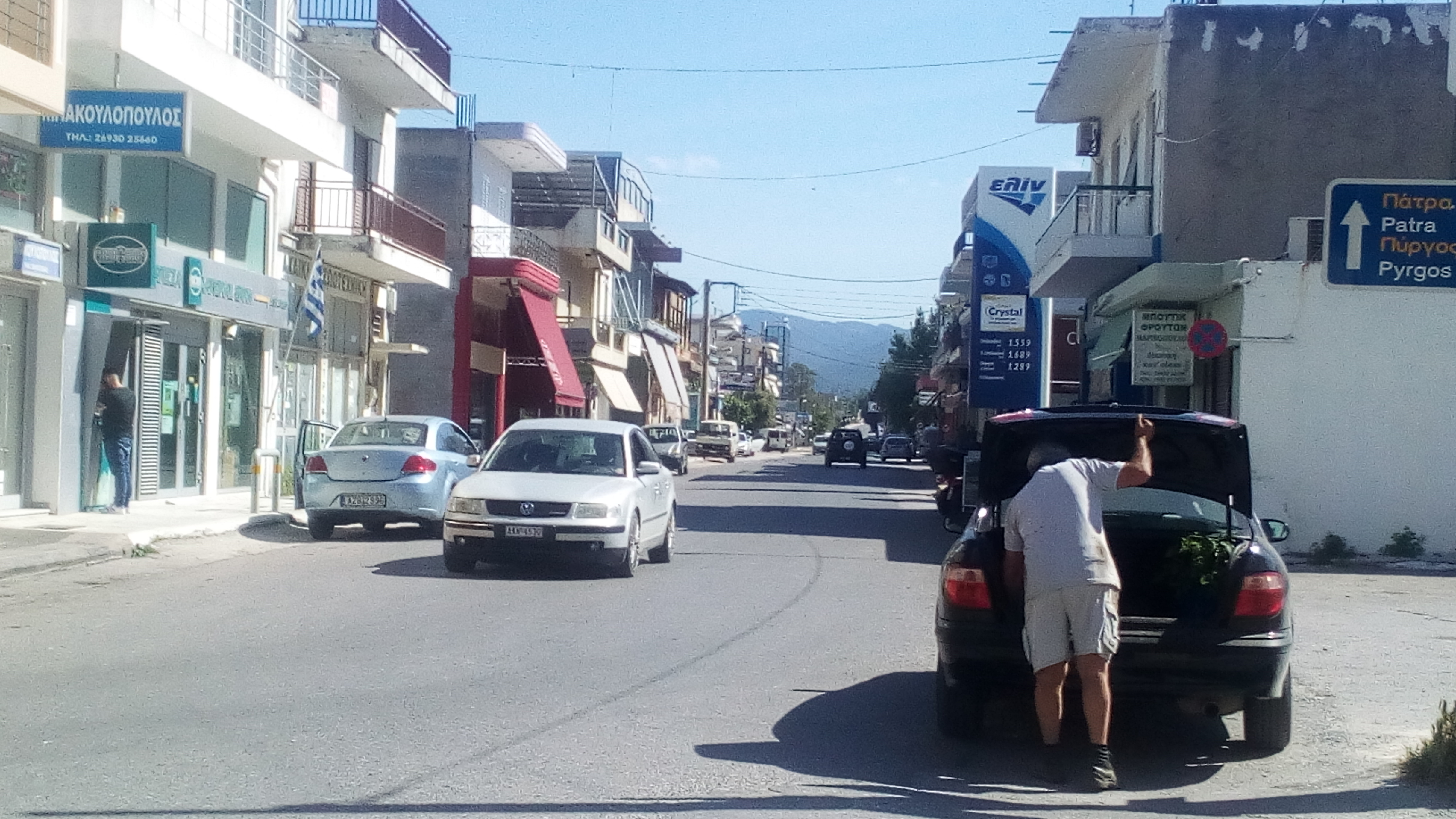
Hoofdstraat van Kato Achaia

Kato Achaia (Grieks: Κάτω Αχαΐα) is een plaats en gemeenschap in het Westgriekse departement Achaia. De plaats had 6,618 inwoners in 2011 en de gemeenschap 5,518 in 2001.

## Geografische locatie
Kato Achaia bevindt zich in het westen van Griekenland, in Dytiki Achaïa dat onderdeel is van het departement Achaia, en is gelegen op 1 km afstand van de Golf van Patras in het noorden. Patras ligt circa 20 km ten westnoordwesten van Kato Achaia. De nationale weg EO9 loopt langs de plaats.

## Bezienswaardigheden
Er zijn archeologische vondsten uit Kato Achaia die stammen uit de Romeinse tijd, in elk geval een huis en enkele muren.
Begin februari 2016 zijn de bouwwerkzaamheden voor een nieuwe kerk, de St. Johannes de Doperkerk, nog aan de gang. Deze is een Grieks-orthodoxe kerk.